# Mitla
Mitla ist eine archäologische Stätte im mexikanischen Bundesstaat Oaxaca, die für ihre präkolumbischen Bauten mit einer in Mesoamerika einzigartigen Wandornamentik berühmt ist. Die zapotekische Ortsbezeichnung ist Lyobaa („Bestattungsplatz“), die Nahuatl-sprechenden Azteken machten daraus Mictlán („Ort der Toten“). Die Palastanlage von Mitla gehört zum UNESCO-Welterbe.

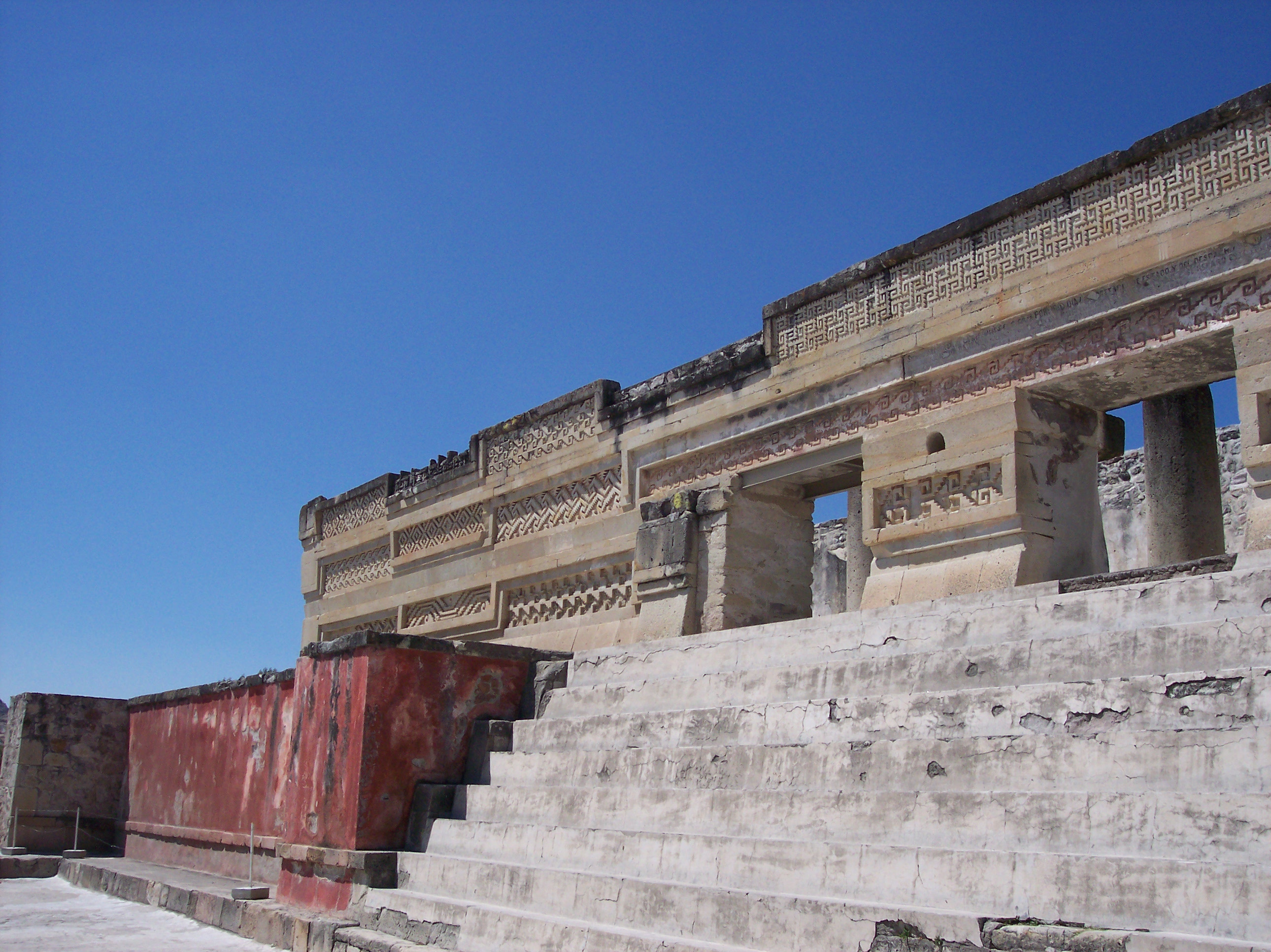
Palast in Mitla mit Ornamentfeldern

## Lage
Mitla liegt ca. 45 km (Fahrtstrecke) südöstlich von Oaxaca de Juárez in einer Höhe von 1680 m im Ortsgebiet der Kleinstadt San Pablo Villa de Mitla. Heute ist der Ort eine moderne Zapotekenstadt und ein populäres Touristenziel für Besucher Oaxacas. Der Ort verfügt über ein kleines Museum und beherbergt einen großen Markt. Die meisten Gebäude aus vorspanischer Zeit liegen am nördlichen Ende des Ortes. Die Mehrheit der Bewohner spricht eine Variante des Zapotekischen.

## Präkolumbisches Mitla

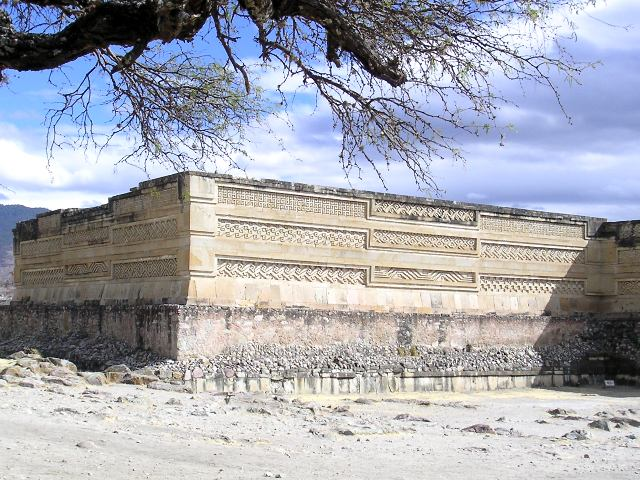
Grupo de las Columnas

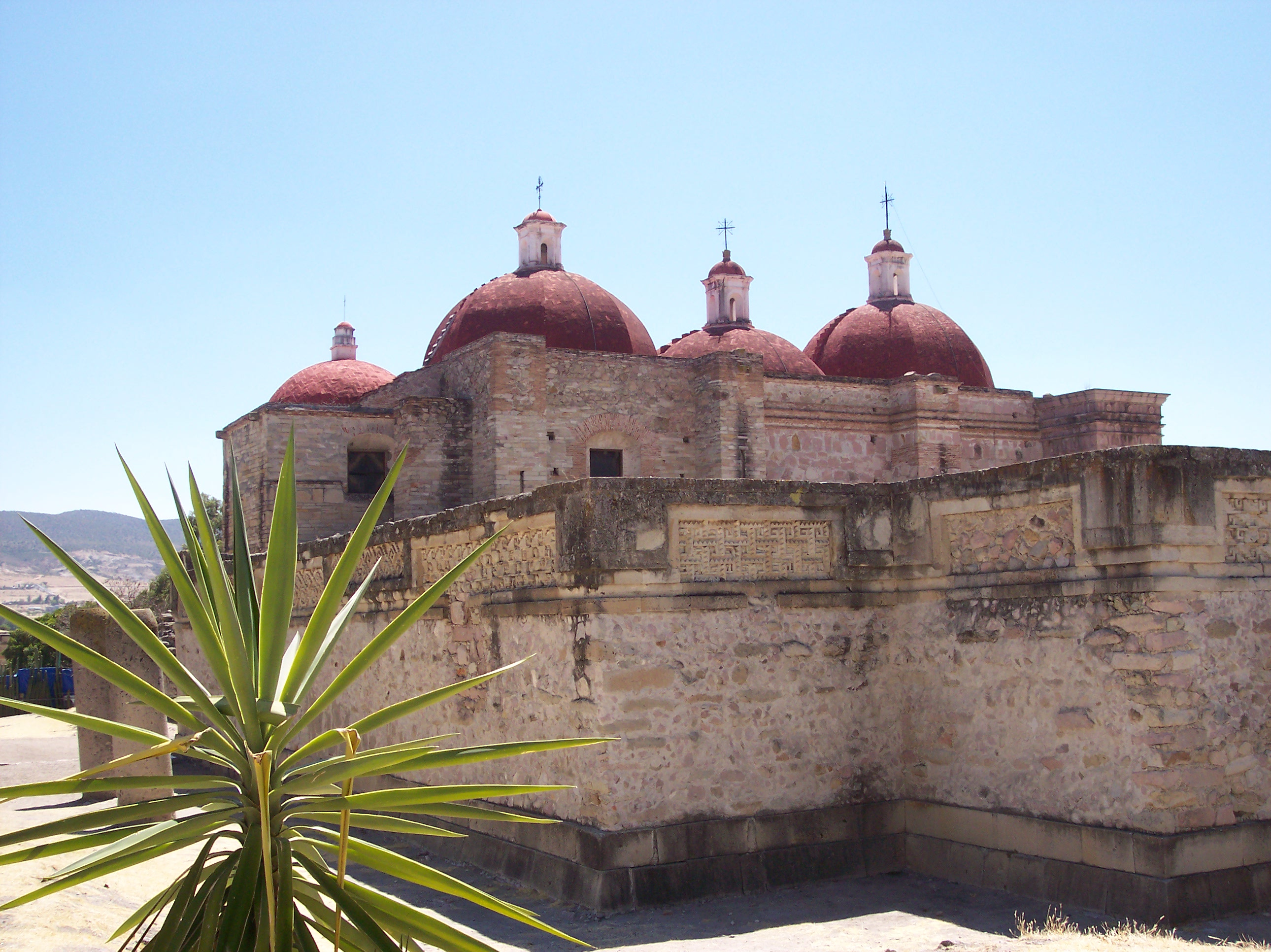
Grupo de la Iglesia

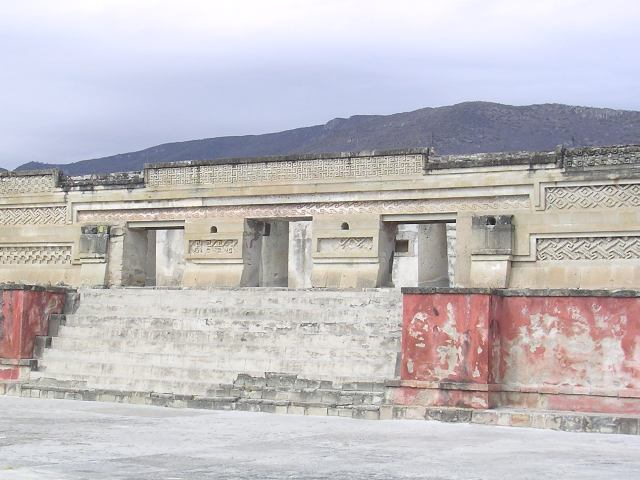
Patio Norte

### Geschichte
Obwohl archäologische Hinweise darauf hindeuten, dass Mitla bereits 500 v. Chr. besiedelt war, datieren die ältesten Gebäude auf etwa 200 n. Chr. Gebäude präkolumbischen Stils bis zur Ankunft der spanischen Conquistadoren (1520) lassen sich finden. Die Stadt wurde seitdem kontinuierlich bewohnt; Teile der modernen Stadt wurden über dem vorspanischen Mitla errichtet, aber einige Gruppen des alten Adelspalastkomplexes blieben erhalten. In seiner Blütezeit hatte Mitla etwa 10.000 Einwohner und erstreckte sich entlang beider Ufer des Río Mitla über mehr als 1 km. Während die Einwohnerzahl der benachbarten Stadt Monte Albán zunahm, nahm die Mitlas ab. Aus einer Wohnstadt wurde eine Stadt mit zunehmend kultischer Bedeutung, der offenbar die ersten, noch erhaltenen Gebäude dienten.
Mit dem Beginn der mixtekischen Invasion etwa ab 1000 n. Chr. wurde ein Hügel im Westen Mitlas von einem Steinwall umgeben und mit einer Zitadelle befestigt. Mitlas Bedeutung nahm mit dem Fall Monte Albáns zu: Die südlichen Zapoteken machten aus Mitla ihre Hauptstadt, in der der Hohepriester/Priesterkönig seine Residenz unterhielt. Obwohl Mitla eine zapotekische Stadt blieb, lässt sich der mixtekische Einfluss an importierten mehrfarbigen Gefäßen und Resten zerstörter Fresken im Stil mixtekischer Bilderhandschriften erkennen.
Im Jahr 1494 eroberten die Azteken Mitla und plünderten die Stadt. Als die Spanier den Ort übernahmen, sahen sie ihre Anstrengungen zur Missionierung der örtlichen Indígenas konterkariert durch deren ursprünglichen Glauben, der sich in alten Gebäuden, wie denen in Mitla manifestierte. Um das Problem zu kontrollieren oder zu bekämpfen, errichteten die Spanier neue Kirchen auf den Fundamenten alter Tempel, deren Baumaterial sie für die neuen Gebäude verwendeten.
Im Jahr 2010 wurde die Palastanlage von Mitla gemeinsam mit Yagul als Weltkulturerbe anerkannt.

### Forschungsgeschichte
Eine Reihe spanischer Autoren der Kolonialära erwähnte die bestens errichteten präkolumbischen Gebäude. Alexander von Humboldt veröffentlichte 1810 eine Beschreibung des Ortes. Eduard Mühlenpfordt erstellte um 1830 detaillierte Zeichnungen. Die Wandmalereien studierte Eduard Seler. Einige Ausgrabungen und Reparaturen an den Gebäuden wurden 1901 unter der Leitung von Leopoldo Batres, dem damaligen Generalinspektor der Monumente vorgenommen. Die mexikanische Regierung unternahm weitere Ausgrabungen an der Fundstelle in der Mitte der 1930er und in den frühen 1960er Jahren.

### Architektur
Während in den meisten mesoamerikanischen Städten die religiösen Bauwerke im Mittelpunkt stehen, glaubt man in Mitla eine Palaststadt vor sich zu haben, in der sogar die Toten in unterirdischen Grabkammern beigesetzt wurden, die den Palästen nachgebildet sind. Ähnliches gilt für Yagul und Zaachila, zwei Nachbarstädte Mitlas.
Die frühesten Strukturen in Mitla (aus der späten formativen und der frühen klassischen Periode) sind zapotekisch, Rudimente der postklassischen Zeit, die während der mixtekischen Besiedlung des Ortes errichtet wurden, zeigen häufig einen interessanten Stilmix aus zapotekischen und mixtekischen Elementen. Fünf Gebäudekomplexe einschließlich der Grupo de las Columnas („Gruppe der Säulen“), eines früheren Palastes an der Ostseite, blieben erhalten. Sie bestehen jeweils aus drei großen Räumen, die um Grabmäler und einen Hof angeordnet sind.
Einer der Räume, der als Salón de las Columnas („Saal der Säulen“) bekannt ist, beherbergt sechs monolithische Säulen, die einst das Dach trugen. Hier wurden auch zwei Gräber mit kreuzförmigem Grundriss entdeckt. Im Norden steht die Grupo de la Iglesia („Kirchengruppe“), ein Palast, in dessen Mitte sich die koloniale katholische Kirche befindet. Die präkolumbischen Gebäude, die erhalten blieben, sind der Konstruktion der Grupo de las Columnas ähnlich, jedoch kleiner. Sie weisen noch Spuren von Bemalung auf.

### Ornamentik
Die Palastwände sind mit unverwechselbaren geometrischen Mosaiken dekoriert, die charakteristisch für die Gebäude in Mitla sind: Stufenmäander, sogenannte Grecas, und Zackenbänder gehören zu diesen typischen Dekorationsmustern. Jeder Fries ist als Mosaik gearbeitet und besteht aus bis zu 100.000 separaten, exakt gearbeiteten Steinen; an einigen Stellen, an denen aus statischen Gründen anstelle der kleinen Steine große Steinblöcke verwendet wurden, führen diese dasselbe Mosaikmuster als Relief fort. Während man vielen Ornamenten in den verschiedenen Kulturkreisen der Welt eine unheilabwehrende (apotropäische) Bedeutung beimisst, scheinen die abstrakten, abwechslungsreichen und nur Teile der Wandflächen innen wie außen überziehenden Ornamentmotive Mitlas rein dekorativen Charakter zu haben.

Bilder
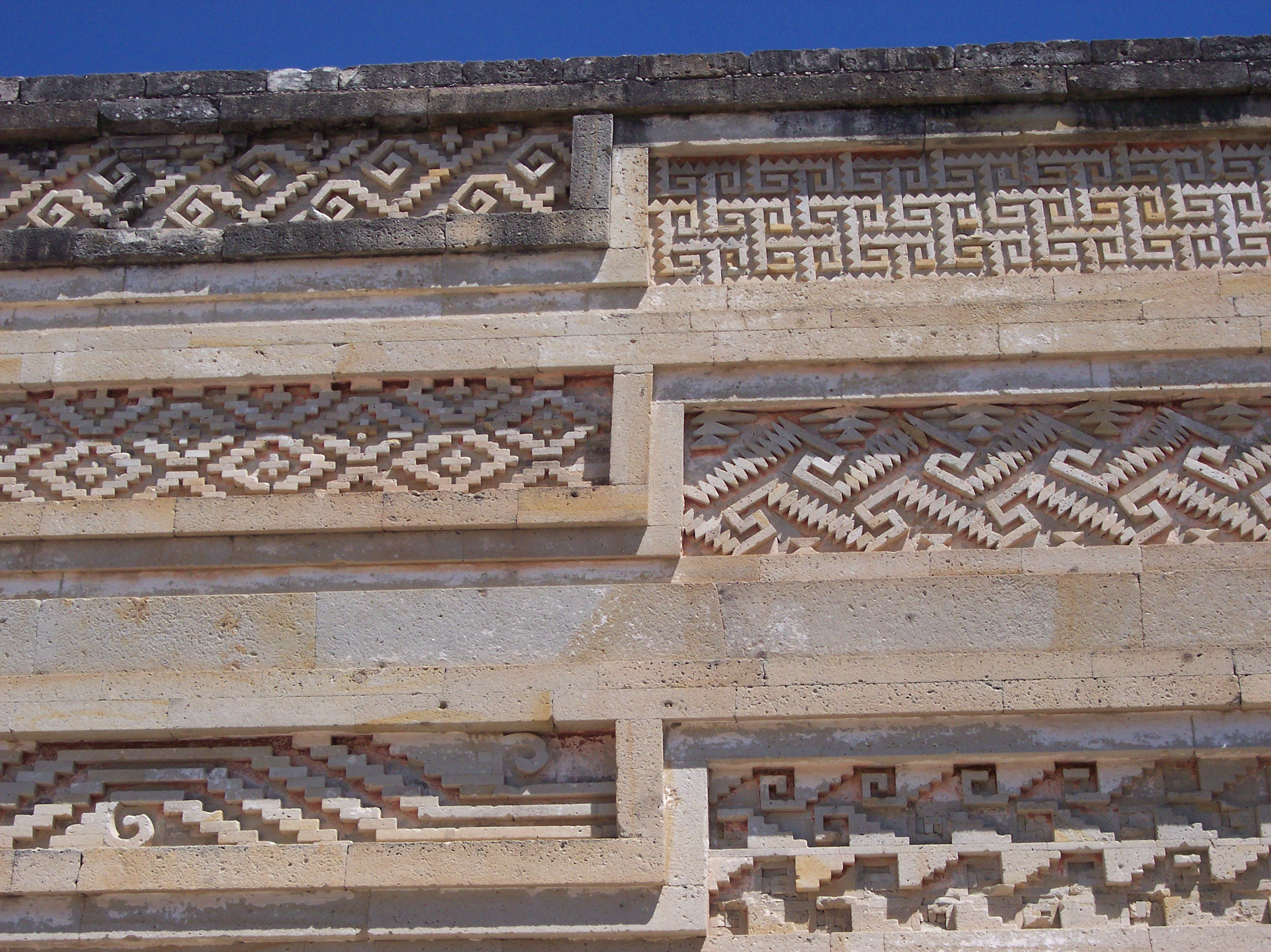
Außenwandpaneele mit Ornamenten
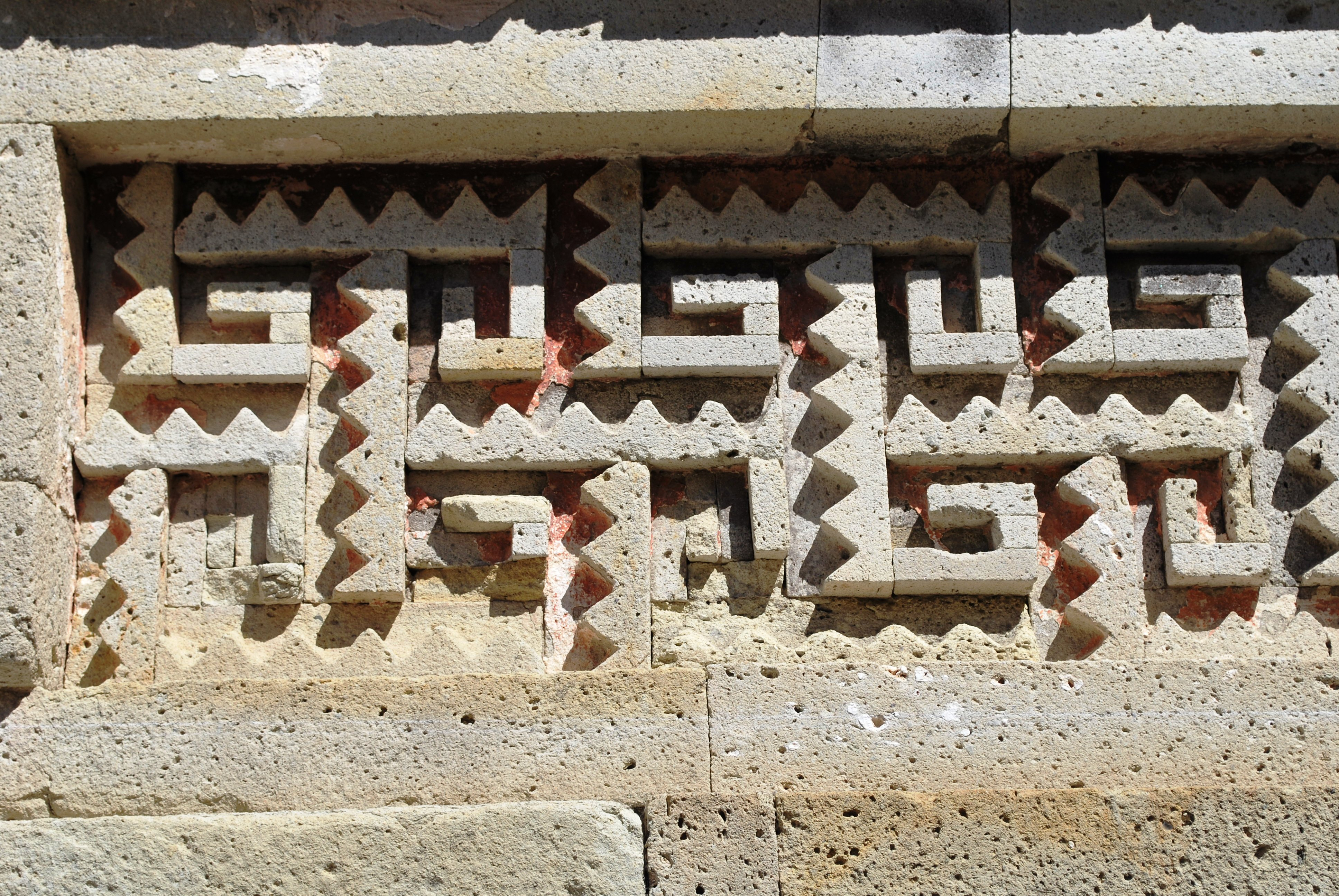
Außenwandornament mit Farbresten
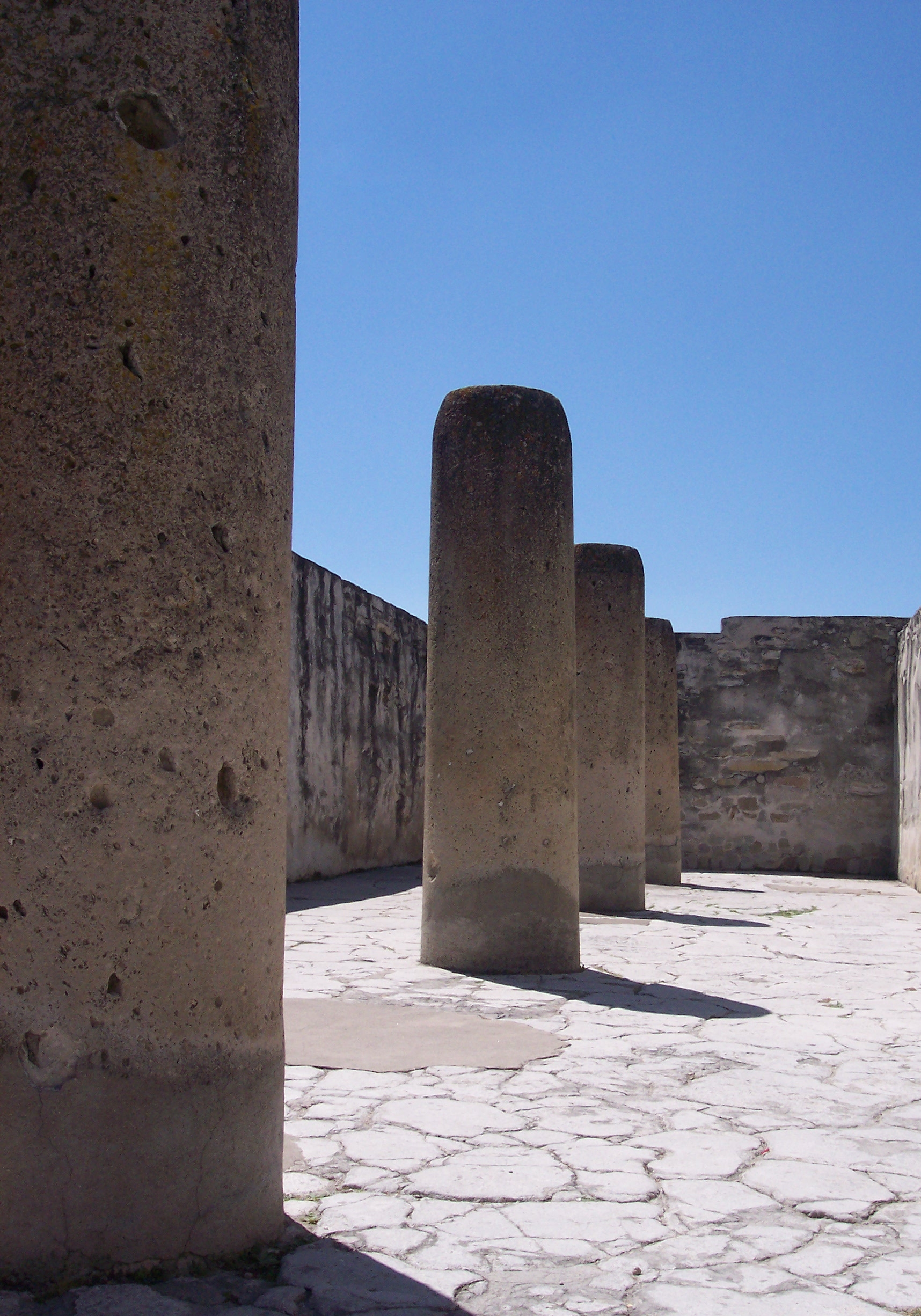
Saal der Säulen
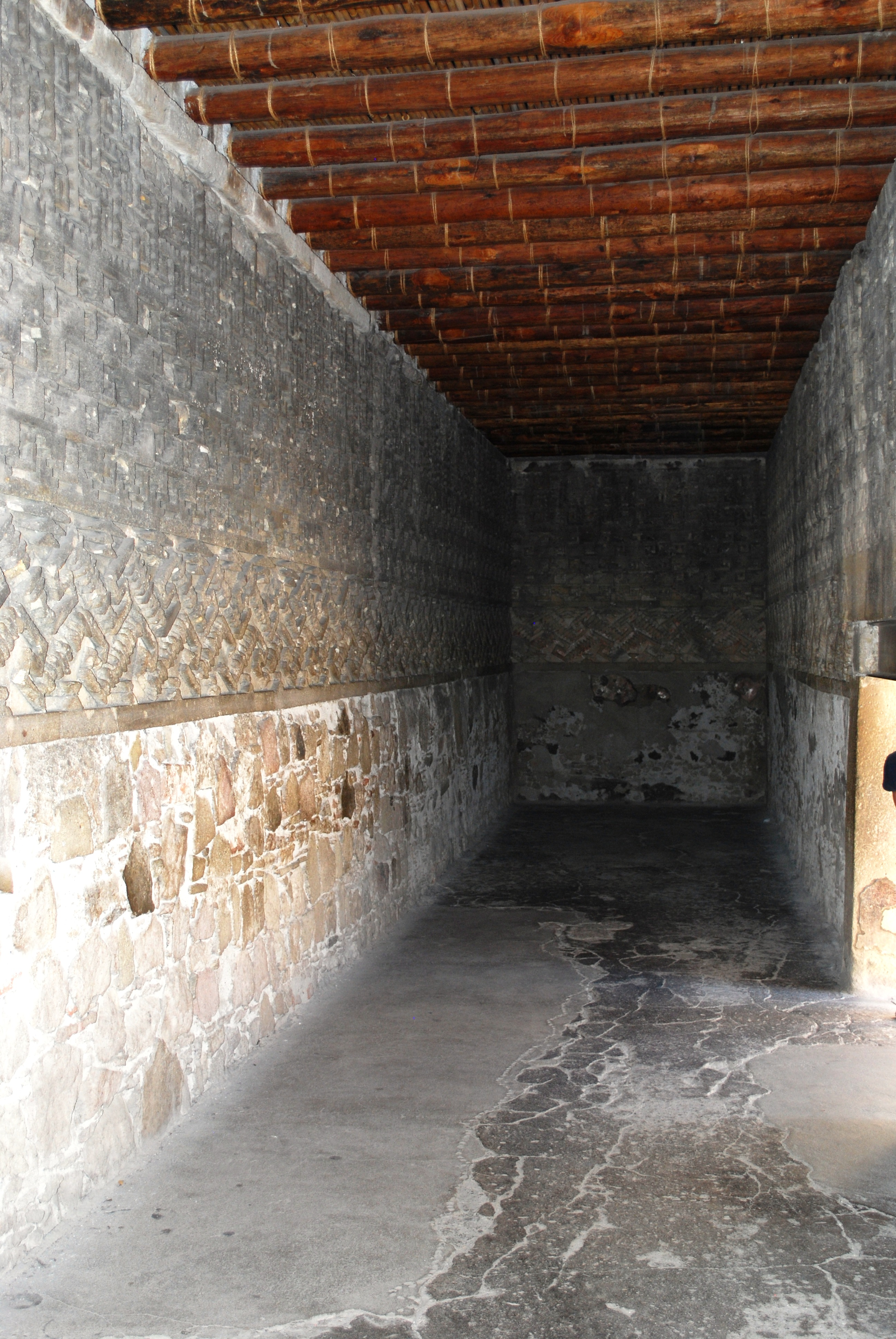
Deckenrekonstruktion und Wandornamente
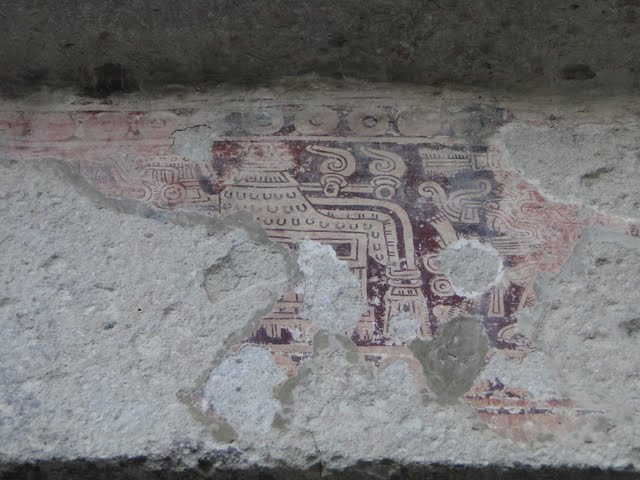
Alte Fresken
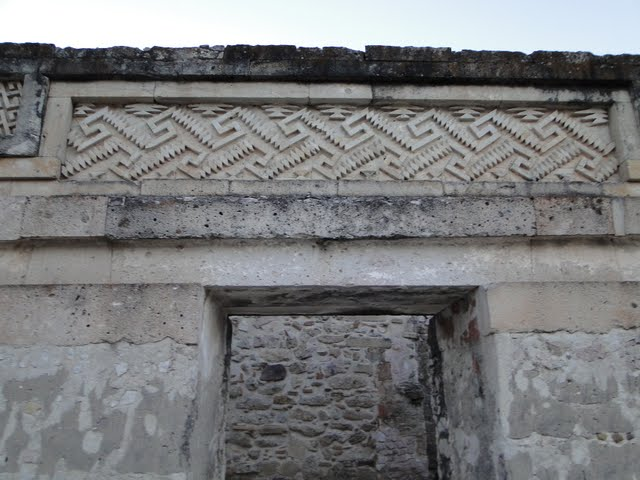
Geometrische Ornamente

## Museum
Einige der in Mitla gefundenen Objekte werden im Museo Frisell de Arte Zapoteca Mitla im Herzen der Stadt ausgestellt.